# Hrabové
Hrabové je městská část města Bytča. Leží na severozápadě Slovenska, v Žilinském kraji, v Bytčianském okrese.

## Poloha
Nachází se jižně od Bytče na levé straně Váhu v údolí Hrabovského potoka. Katastrální území Hrabové sahá východní částí do Súľovských skal a západní částí do Bytčianské kotliny.

## Historie
První písemná zmínka o Hrabové je v listině ostřihomského křižáckého kláštera z 6. října 1268. Do roku 1268 byl dědičným vlastníkem Juraj (maďarsky Gurgus) a jeho syn Bedeč (maďarsky Bedech). Je pravděpodobné, že tehdejší král Bela IV. nebo jeho otec Ondřej II. daroval Hrabové Jurajovi už před vpádem Mongolů do Uherska, který byl v letech 1241 - 42. Již v roce 1261 dali Juraj a Bedeč Hrabové do zástavy Altmanovi (maďarsky Oltuman) za 20 hřiven denárů. Později, když se Altman oženil s Jurajovou dcerou Helenou, natrvalo mu darovali Hrabové v roce 1268. Od té doby lze hovořit o dědičném vlastnictví Hrabovských. 
Až do zrušení poddanství v roce 1848 bylo Hrabové zemanskou vesnicí. Veškerá půda zde patřila zemanské rodině Hrabovskovců. Ještě v 14. století jim patřilo i tehdejší Hlboké nad Váhom. Hrabovskovci se velmi rychle rozdělili a rozšířili po celé Trenčínské župě.
Obec se stala městskou částí Bytče v roce 1971 spolu s dalšími okolními obcemi. 

### Názvy obce
Obec dostala název pravděpodobně podle hrabového porostu, ve kterém se nacházela. V historii obce se používaly tyto názvy:
- 1268 - Hrabua
- 1347 - Harabowa
- 1353 - habru
- 1366 - habru
- 1469 - Hrabowe

Počátkem 20. století byl v rámci Rakousko-Uherska úřední maďarský název obce Hrabó nebo i Rabó.

## Kultura a zajímavosti

### Kaštel
Zámeček v Hrabové je původně renesanční stavba z roku 1690. Jeho jádro je o něco starší. Budova má půdorys ve tvaru L. Vestavěním nových příček a změnou vchodu se pozměnila původní dispozice při přestavbě v 20. století. Přízemí zámku je členěno vodorovnou rustikou, druhé podlaží obdélníkovými okny a nadokenní římsou. Na nároží se zachovaly dva půlkruhové kryté balkony. V přízemí jsou valené klenby s lunetami, na patře rovné stropy.
Od roku 1952 slouží zámeček jako domov důchodců.

### Kostel
V Hrabové byl postaven moderní kostel Sedmibolestné Panny Marie, vysvěcený v roce 1996.

### Kaple
Na cestě do Bytče stojí pozdě barokní kaple Panny Marie z konce 18. století. Renovovaná byla v letech 1909 a 2009. Kaple má čtvercový půdorys a uvnitř malé výklenky, kryté kulovou klenbou. Na průčelí je segmentově zakončený portál s půlkruhovým štítem.

## Hospodářství a infrastruktura

### Doprava
Železniční stanice Bytča leží na čtyřkolejné elektrifikované trati ŽSR č. 120 Bratislava - Žilina.  Budova železniční stanice leží v katastrálním území Hrabová. Stanice byla postavena v roce 1883. V letech 1910 - 11 byla rozšířena o další kolej. Od roku 1918 je vedena Pamětní kniha železniční stanice Bytča. Najdeme zde záznamy o nehodách které se zde udály. Vzpomíná se zde i nehoda, při níž zemřel poslední vlastník Bytčianského zámku hrabě Baron Lothar Popper.  V roce 2017 byla rekonstruována a byla postavena rychlotrať.

### Významné firmy
V současnosti (2009) v Hrabové působí firmy:
- výrobce betonových prefabrikátů.
- prodejce papírenských a kancelářských potřeb.
- výrobce jednoúčelových strojů a zařízení.
- Pila.

### Školství
V Hrabové se nachází mateřská škola. (První stupeň ZŠ byl do roku 2014 externím pracovištěm ZŠ Ulice Eliáše Lániho v Bytči, čemuž bylo přizpůsobeno i značení tříd od 1. C po 4. C. )

## Osobnosti
- Mikuláš Hrabovský (* 1638 - † 1683) - jezuita, univerzitní profesor a rektor Košické univerzity .